# Hanna Rovina
Hanna Rovina (hébreu : חנה רובינא), née le 15 septembre 1888 à Berazino (Gouvernement de Minsk, Empire russe) et morte le 3 février 1980 à Tel Aviv, est une actrice israélienne

## Biographie
Hana Rovina est née en septembre 1888 à Berazino , dans le gouvernorat de Minsk au sein de l'Empire russe (une région devenue depuis la Biélorussie), de David Rubin, un marchand de bois, et de Sarah-Rivka Rubin.
Elle commence une carrière d'actrice au studio de théâtre amateur hébreu de Nahum Tzemach qui devient la troupe théâtrale Habima en 1918. Elle participe aux premières créations de cette troupe, et devient célèbre pour son interprétation dans Le Dibbouk de Shalom Anski, mise en scène par Evgueni Vakhtangov. La pièce se joue à Moscou, qui, depuis la Révolution de 1917, est devenue la capitale de la République socialiste fédérative soviétique de Russie, puis, à partir de 1926, en Europe et aux États-Unis.
En 1928, Hanna Rovina rejoint, avec une partie de la troupe, la Palestine. La troupe d'Habima s'y reconstitue en 1931, et y dispose bientôt d'une scène à Tel-Aviv. Cette troupe de théâtre devient en 1958, le Théâtre national d'Israël. La pièce Le Dibbouk est joué jusqu'en 1957, en Israël et en Europe dont Paris, toujours avec Hanna Rovina dans le rôle de Léa,. Devenue une actrice icônique du théâtre hébreu et israélien, et de la renaissance de la langue hébraïque, elle est un temps la compagne du poète Alexander Penn (1906-1972). Elle meurt à Tel-Aviv début février 1980.